# Limoeiro do Ajuru
Limoeiro do Ajuru là một đô thị thuộc bang Pará, Brasil. Đô thị này có diện tích 1490,172 km², dân số năm 2007 là 23284 người, mật độ 15,63 người/km².